# Abborrasjön (Nösslinge socken, Halland)
Abborrasjön är en sjö i Varbergs kommun i Halland och ingår i Viskans huvudavrinningsområde.